# Patrick Janssens

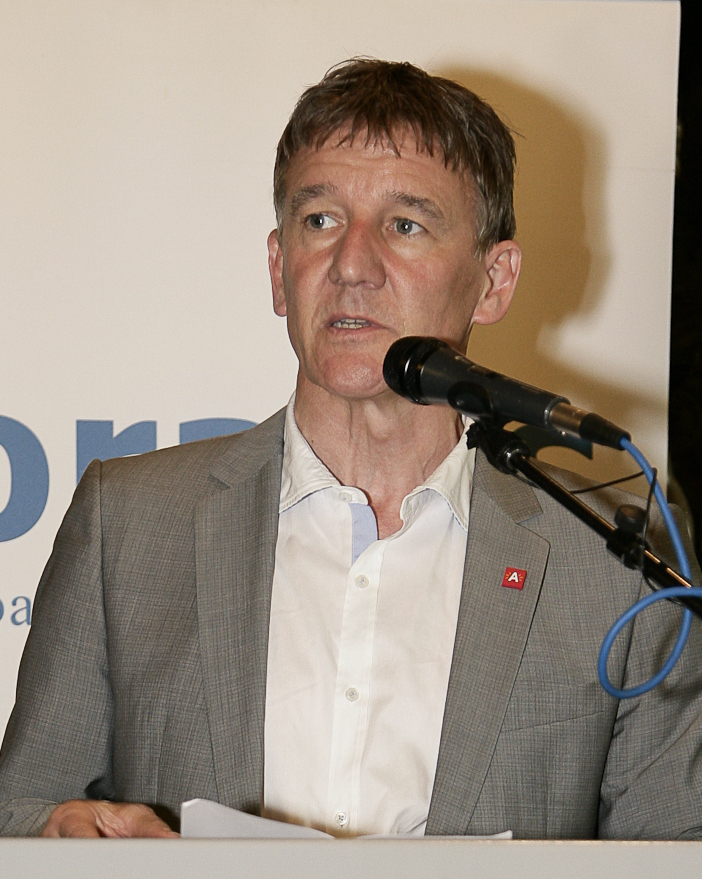
Patrick Janssens (2012)

Patrick Janssens (* 19. September 1956 in Antwerpen) ist ein belgischer Politiker der flämischen sozialdemokratischen Partei Vooruit.

## Lebenslauf
Patrick Janssens studierte Politik- und Sozialwissenschaften, wie auch angewandte BWL an der Sint-Ignatius Fakultät (heute Teil der Universität Antwerpen). Des Weiteren absolvierte er ein Statistik-Studium an der London School of Economics. 
Von 1985 bis 1989 war Patrick Janssens Direktor für Marktanalyse bei Dimarso. Danach war er lange Zeit in der Werbebranche tätig.
Im Oktober 1999 wurde er zum Präsidenten der SP (später umbenannt in sp.a und ab 2020 Vooruit) gewählt. Seine Erfahrungen in der Werbebranche verhalfen ihn schnell zum Erfolg in der Politik. Bereits im Jahr 2000 wurde er Mitglied des Gemeinderats von Antwerpen.
Am 10. Juli 2003 wurde er Bürgermeister der Stadt Antwerpen. Bei den Gemeindewahlen von 2006 wurde er in seinem Amt bestätigt. Janssens und seine Partei erreichten in der Koalition mit CD&V bei den Stadtratswahlen im Oktober 2012 knapp 28,6 %. Gewinner der Wahlen war die populäre Partei NVA von Bart De Wever, der 37,7 % erreichte.